# Doremi Fasol Latido
Doremi Fasol Latido — третий студийный альбом британской рок-группы Hawkwind, записанный в Rockfield Studios в сентябре-октябре 1972 года и выпущенный компанией United Artists в ноябре 1972 года. Альбом поднялся до #14 в UK Albums Chart.

## Об альбоме
К моменту начала работы над альбомом группа полностью сменила ритм-секцию: вместо Дэйва Андерсона и Терри Оллиса в состав пришли (соответственно) Лемми и Саймон Кинг, музыканты, сыгравшиеся ещё в психоделической группе Opal Butterfly и совместно выработавшие агрессивный, утяжелённый стиль игры, заметно отличавшийся от манеры игры предшественников. Именно их появление в группе радикально изменило направление её развития.
Лемми, в прошлом — ритм-гитарист (причём, по собственному признанию, неумелый), полагался прежде всего на громкость звучания и звуковые эффекты. Бас-гитаристом Hawkwind он стал случайно; более того, до последнего момента был уверен, что заменит там Хью Ллойда-Лэнгтона. О причинах недоразумения Лемми говорил так: «Я знал их гитариста, потому что тот принял 8 табов эйсида, после чего мы не видели его пять лет». Однако Брок решил взять на себя функции основного гитариста. При этом Андерсон на репетициях не появился, и Лемми, оказавшийся рядом, вынужден был учиться по ходу дела, на концерте. «Ник Тёрнер сказал мне: "Пошуми-ка немного в [тональности] E. Вещь называется „You Shouldn’t Do That". И отошёл в сторону». Всё это способствовало развитию крайне неортодоксальной техники Лемми, который сам о звучании своего инструмента говорил, что это не столько бас, сколько «углублённый ритм».

## Концепция и заголовок
Идея, связанная с заголовком альбома, равно как и его концепция, принадлежали художнику-графику Барни Бабблсу. Она продолжала основные темы, начатые им в альбоме In Search of Space и развитые в сценической постановке Space Ritual.

Название альбома имело отношение с одной стороны — к последовательности нот диатонического звукоряда, с другой — к пифагорейскому понятию музыки сфер. Сам Бабблс об этом говорил следующее: 
Базовый принцип [наших] межзвёздного корабля и космического ритуала основан на пифагорейском понятии звука. Вкратце суть [этого принципа] состоит в следующем: Вселенная являет собой гигантский монокорд, и её единственная струна простирается от высшего полюса абсолютного духа к низшему полюсу абсолютной материи. Планеты нашей Солнечной системы располагаются вдоль этой струны. Каждая из этих сфер, проносясь по Вселенной и тем самым смещая космический эфир, излучает звук определенного тона. Эти интервалы и гармонии и именуются «музыкой сфер». Считается, что идеальный гармонический интервал — тот, что между Землёй и неподвижными звёздами. — Барни Бабблс, Melody Maker, 28 октября 1972 года. Оригинальный текст (англ.)The basic principle for the starship and the space ritual is based on the Pythagorean concept of sound. Briefly, this conceived the Universe to be an immense monochord, with its single string stretched between absolute spirit and at its lowest end - absolute matter. Along this string were positioned the planets of our solar system. Each of these spheres as it rushed through space was believed to sound a certain tone caused by its continuous displacement of the ether. These intervals and harmonies are called 'The Sound Of The Spheres.' The interval between Earth and the fixed stars being the most perfect harmonic interval. 
Символика, объединившая ноты, цвета и планеты, выглядела так:
- Do — Марс — красный
- Re — Солнце — оранжевый
- Mi — Меркурий — жёлтый
- Fa — Сатурн — зелёный
- So — Юпитер — синий
- La — Венера — индиго
- Ti — Луна — фиолетовый

### Оформление
Оригинальная обложка альбома (вышедшего в серебристой фольге с чёрным шрифтом) изображала щит; последний стал своего рода эмблемой группы и впоследствии не раз оказывался на обложках сборников и синглов. На задней стороне обложки, на постере и внутренней вкладке были изображены воины-варвары в футуристическом пейзаже.
На заднике обложки излагалась «легенда» альбома: «Сага Doremi Fasol Latido — это коллекция ритуальных космических песнопений, боевых гимнов и звёздных песен-восславлений, использующихся кланом Hawkwind во время их эпического путешествия к сказочной земле Торасин». Легенда повествовала о борьбе Hawklords против «тирании коррумпированных сил закона и Зла» и об их поражении. Однако текст на внутренней вкладке гласил: 

И во всей полноте временного пространства должно осуществиться пророчество, согласно которому Hawklords вернутся и покорят землю. И темные силы будут сожжены, города стерты с лица планеты и превращены в парки. И придет мир. Потому что, разве не было записано, что меч — ключ к Раю и Аду? 

## Студийная работа
Работа над альбомом проходила в только что созданной Rockfield Studios, которая на тот момент находилась в стадии достройки. Условия были спартанскими, и Лемми вспоминал, что записываться приходилось в «амбаре, ещё до того, как они его модифицировали; матрасы на стенах и всё такое». Некоторые участники группы, в частности, Саймон Кинг, выражали обеспокоенность качеством продюсерской работы и звука. Лемми также считал, что альбом был записан плохо и его «…звук был плоским и дребезжащим».

Дэйв Брок 23 сентября 1972 года в интервью еженедельнику Sounds рассказывал:

Мы записали бас, гитару, ударные и вокал одновременно, чтобы приблизить звучание к концертному, а остальное уже наложили впоследствии… Просто запустили плёнки и сыграли так, как мы играем вживую; сделали трехчасовой трек а потом разделили его на части. Одну часть использовали как законченную секцию, вторую присоединили к ней синтезаторным звуком… Это было импровизированно, но изначально композиция была единой.

## Песни альбома
«Brainstorm» — первая песня, написанная для группы Ником Тёрнером. Её срединная секция с годами менялась; в 1980 году барабанное соло здесь исполнял Джинджер Бейкер. Песня была записана 2 августа 1972 года в студии BBC Maida Vale для трансляции в программе Джонни Уокера — вместе с «Silver Machine»: приглашение поступило после выступления Hawkwind в часовой программе In Concert, транслировавшей концерт группы в Paris Cinema 28 сентября 1972 года. Песня почти регулярно исполнялась на концертах и существует в нескольких «живых» версиях. Кавер на неё делали Monster Magnet (альбом Superjudge, 1993).
Текст «Space Is Deep» был взят из стихотворения Майкла Муркока «Black Corridor». Первая часть композиции была записана Броком на 12-струнной гитаре и Лемми на басу с наложенными электронными эффектами; вторая, инструментальная часть, записывалась полным составом группы — сначала в «электричестве», к финалу — снова в «акустике» . Постепенно песня выпала из концертного репертуара ансамбля, но временно вернулась в него в 2000 году и вошла в альбом Yule Ritual.
Отредактированная версия «Lord of Light» вышла синглом в Германии (UA35492, июнь 1973), с «Born to Go» из альбома Greasy Truckers Partyна обороте. В середине 1970-х песня выпала из концертного репертуара группы, но вновь появилась в нём в 1995, в частности, исполнялась в ходе турне «Alien 4». Концертная версия вышла на би-сайде сингла «Love in Space» (1997).
«Time We Left (This World Today)» — четырёхчастная композиция, основной темой (критика пути развития человеческой цивилизации) являлась своего рода продолжением «We Took the Wrong Step Years Ago» и «Psychedelic Warlords». В ходе тура Space Ritual место срединной секции занимала композиция «Paranoia», позже (в 1989-91 годах) ту же функцию                            «наполнителя» выполняла песня «Heads» (см. альбом Palace Springs).
«The Watcher» — первая композиция Лемми для Hawkwind: она полностью вписывается в тематику альбома. Повествование здесь ведётся от лица стороннего космического наблюдателя, предупреждающего жителей Земли в том, что они сами погубили себя своей алчностью. Это была единственная композиция альбома, которая не вошла в альбом «Space Ritual» , но исполнялась в 1973—1974 годах, о чём можно судить по The 1999 Party, куда она вошла в несколько измененной аранжировке. Лемми исполнил эту песню с Motorhead и включил её в дебютный альбом Motorhead 1977 года.

## Реакция критики
В Британии альбом получил высокие оценки музыкальных критиков.
Ник Кент в NME назвал музыку альбома «сильнейшим выплеском космической энергии по эту сторону метал-зоны». Эндрю Минз в Melody Maker написал: «…Не мелодия и не гармония, и даже не ритм сам по себе <производят впечатление>, а неопределенность. Вынесенный в пространство поток, бурлящий поток невесомого звука… Слушатель в той же степени путешественник, в какой путешественником является и музыкант“. Более сдержанной была реакция Sounds: рецензент Мартин Хэйман отметил, что несмотря на то, что звучание Hawkwind в третьем альбоме стало гуще и полнее, «эффект достигнут далеко не революционными методами».

## Список композиций

### Сторона А
1. «Brainstorm» (Nik Turner) — 11:33
2. «Space Is Deep» (Dave Brock) — 5:10
3. «One Change» (Del Dettmar) — 0:49

### Сторона В
1. «Lord of Light» (Brock) — 6:59
2. «Down Through the Night» (Brock) — 3:04
3. «Time We Left This World Today» (Brock) — 8:43
4. «The Watcher» (Lemmy) — 4:00

### Бонус-треки (CD)
1. «Urban Guerrilla» (Robert Calvert/Brock) — 3:41
2. «Brainbox Pollution» (Brock) — 5:42
3. «Lord of Light» [Single Version Edit] (Brock) — 3:59
4. «Ejection» (Calvert) — 3:47

## Хронология релизов
- 1972: United Artists Records, UAG29364, UK (винил).
- 1981: Liberty Records, UAG29364, UK (винил)
- 1986: Liberty Records, ATAK92, UK (винил)
- 1991: One Way Records, CDLL 57475, USA (CD)
- 1996: EMI Remaster, HAWKS3, UK (CD)
- 2003: EMI Records, 3823682, UK (2CD — в комплекте с In Search of Space)

## Участники записи
- Dave Brock — 6/12-струнная акустическая гитара, электрогитара, вокал
- Nik Turner — саксофон, флейта, вокал
- Lemmy — бас-гитара, акустическая гитара, вокал в «Space Is Deep», «The Watcher»
- Dik Mik — синтезатор
- Del Dettmar — синтезатор
- Simon King — ударные
- Robert Calvert — вокал в «Urban Guerilla», «Ejection»
- Paul Rudolph — гитара в «Ejection»
- Оформление обложки — Барни Бабблс